# Новакович, Петар
Петар Новакович, известный как Петар Чардаклия (серб. Петар Чардаклија) — сербский дипломат времён Первого сербского восстания.

## Биография

### Ранняя жизнь
Точное место рождения неизвестно. Скорее всего, Петр Новакович родился в деревне Леуново недалеко от Гостивара, на современной границе Македонии и Албании. Мало что известно о его ранней жизни. По всей видимости, он сбежал из своей родной деревни на север, в Сербию (Санджак из Смедерево) и начал работать трактирщиком в Белграде.
Во время австро-турецкой войны (1787-91) он вступил в сербский свободный корпус, добровольческие части, сформированные из местных сербов, где дослужился до чина капитана.
После австрийского отступления он отправился в Вену, а затем в Буду, где ему удалось установить тесные связи в аристократических кругах. Его жена была знакома или служила Великой княгине Александре Павловне, сестре русского императора Александра I; принцесса Александра была замужем за эрцгерцогом Иосифом, габсбургским губернатором Венгрии, и жила в Буде. Именно в этот период Чардаклия получил звание ротмистра.

### В Первом сербском восстании
Чардаклия поддерживал контакты с известными сербами из Венгрии, надеясь на свержение османской власти в Сербии. Когда он узнал о восстании Караджордже, он отправил свою жену в Харьков, а затем, в июле 1804 года, он перешел в Сербию и поставил себя на службу Караджордже.
Поскольку сербские повстанцы решили искать международной поддержки для своего дела, они сначала обратились в Вену, но получили отказ. Чардаклия посоветовал им обратиться с петицией к русскому царю, так как он будет более склонен поддержать их. Чардаклия убедил Караджордже, что лучший способ сделать это — отправить делегацию в Санкт-Петербург. Караджордже согласился, и 1 сентября сербская делегация, состоящая из Матеи Ненадовича, Йована Протича и Чардаклии, отправилась в путь.
В Санкт-Петербурге они встретились с российским министром иностранных дел князем Чарторыйским, который выслушал их и передал их прошение царю. Принц также посоветовал им сформировать сербское правительство и пообещал, что Россия поможет сербам повлиять на султана.
Делегация вернулась в Сербию в середине декабря 1804 года. Затем Чардаклия принял участие в народном собрании в Печани. В апреле 1805 года он снова был в составе дипломатической делегации (вместе с Алексой Лазаревич, Йованом Протичем и Стеваном Живковичем), которая была отправлена в Константинополь. Однако, оказавшись там, депутаты подверглись жестокому обращению и были вынуждены бежать в российское консульство, а затем бежать из города, опасаясь за свою жизнь. Чардаклия и Лазаревич сели на русский корабль и бежали в Одессу. Оттуда они отправились в Санкт-Петербург, а затем обратно в Белград.
Когда в 1807 году Россия решила военным путем помочь сербам, Чардаклия (вместе с Аврамом Лукичем и Еремейей Гагичем) был отправлен в штаб русских экспедиционных войск, которые дислоцировались в Валахии. Там они попросили человека, который вернется с ними в Белград, чтобы действовать как российский полномочный представитель в Сербии; их желание было выполнено.
Чардаклия проживал в Белграде до своей смерти в 1808 году. Он был похоронен в Белградской православной соборной церкви. Речь на его похоронах произнес его друг, известный писатель Доситей Обрадович, в то время министр просвещения Сербии. Обрадович также написал эпитафию на своем надгробии, в которой он прославляет Чардаклию как «бессмертного серба».